# Recinte fortificat del Voló
El Recinte fortificat del Voló és el recinte murat, fortificat, d'estil romànic del poble del Voló, a la comarca del Rosselló, Catalunya del Nord.
De traçat perfectament recognoscible en l'urbanisme del poble, estava situat envoltant el nucli vell del Voló, a la cellera on s'originà el poble.

## Història
El lloc del Voló és esmentat des del 976, any en què el comte de Besalú i Cerdanya, senyor del Vallespir, rebia en feu de mans de Minimilla, senyora de Sant Joan de Pladecorts, les possessions situades in Volone, a canvi de protecció. Al segle xi el lloc estava en mans dels Montesquiu, als quals fou confirmat el 1198 pel rei Pere II. Retornà a domini reial a principis del XIV, i fou infeudat a diversos senyors fins que a finals del mateix segle Guillem Jordà, de Perpinyà, i el seu fill Bernat en compraven el senyoriu a l'Infant Joan. Tanmateix, pocs anys després els fou expropiada i repartida entre la família Salavert, l'Hospital de Sant Joan i l'Almoina Comuna de Perpinyà. El darrer Salavert llegà en testament els seus béns a la comunitat de preveres de Sant Joan de Perpinyà, per la qual cosa el Voló passà, tot i que dividit, a poder eclesiàstic. Els rèdits que encara romanien en poder reial foren donats a Ramon de Perellós el 1442. Al segle xvi i XVII el senyoriu del Voló retornava a domini reial, situació que es perllongà fins a la Revolució Francesa, tot i que poc abans de la Revolució el rei Lluís XV de França en concedia el domini a Josep Candy-Joly i a Antoni-Bartomeu Tabaries.

## Característiques
Tot i que l'urbanisme i els noms dels carrers permeten de reconèixer perfectament el traçat del recinte fortificat, n'han quedat poques restes visibles in situ. La que roman més visible és una torre situada al sud-est de la cellera del Voló, a la Baixada dels Marges del Tec. És una torre de planta rectangular que formava part de la muralla del poble. Conserva dos murs i part del tercer, fins a una alçada de 10 metres, amb dues llargues espitlleres a llevant i una a migdia. És construïda amb còdols de riu, grossos i lligats amb morter, que tenen tendència a formar filades regulars. Les cantonades presenten carreus grossos, ben escairats i polits. Al costat sud hi ha un tram de muralla, de fins a quatre metres d'alçada, amb un aparell semblant al de la torre. Probablement són datables al segle xiii o XIV.